# Prisma (hypermarchés)
Pour les articles homonymes, voir Prisma.
Prisma est une chaîne d'hypermarchés basée à Helsinki en Finlande.
Prisma Oy est une filiale de S-Ryhmä.

## Présentation
En 2018, il y a 90 hypermarchés Prisma dont 65 en Finlande et d'autres en Estonie et en Russie.
Au début des années 2010, la taille des supermarchés Prisma variait généralement de 4 000 m2 à 14 000 m2.
Depuis, la tendance est à l'agrandissement le centre Prisma de Kouvola a une surface de 26 000 m2 et le Prisma de Kannelmäki à Helsinki mesure 46 500 m2.

## Les Prisma de Finlande

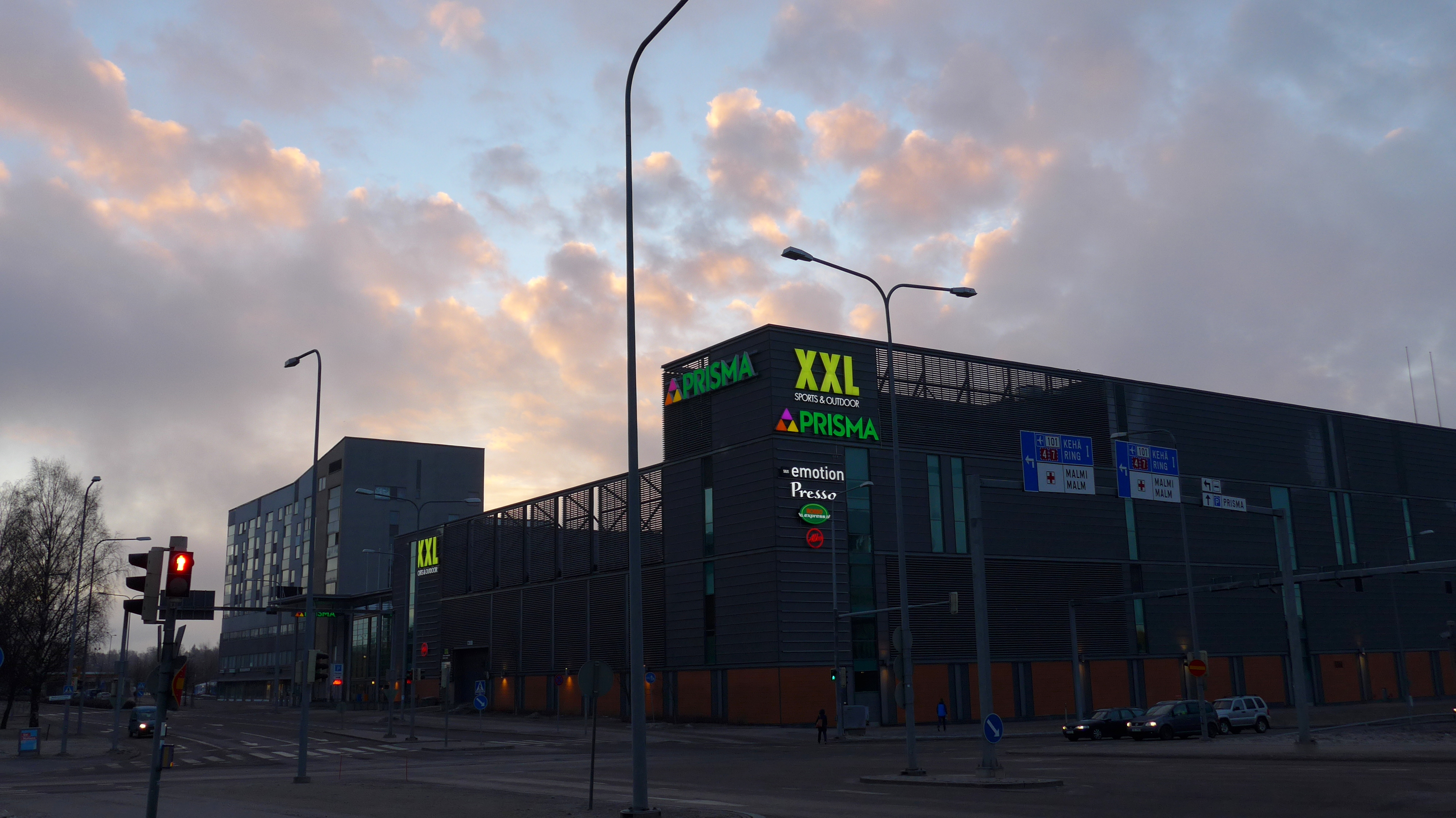
Helsinki: Itäkeskus.

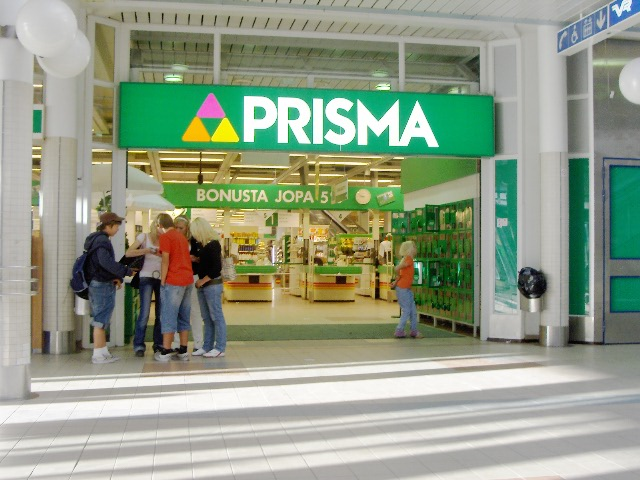
Helsinki: Malmi.

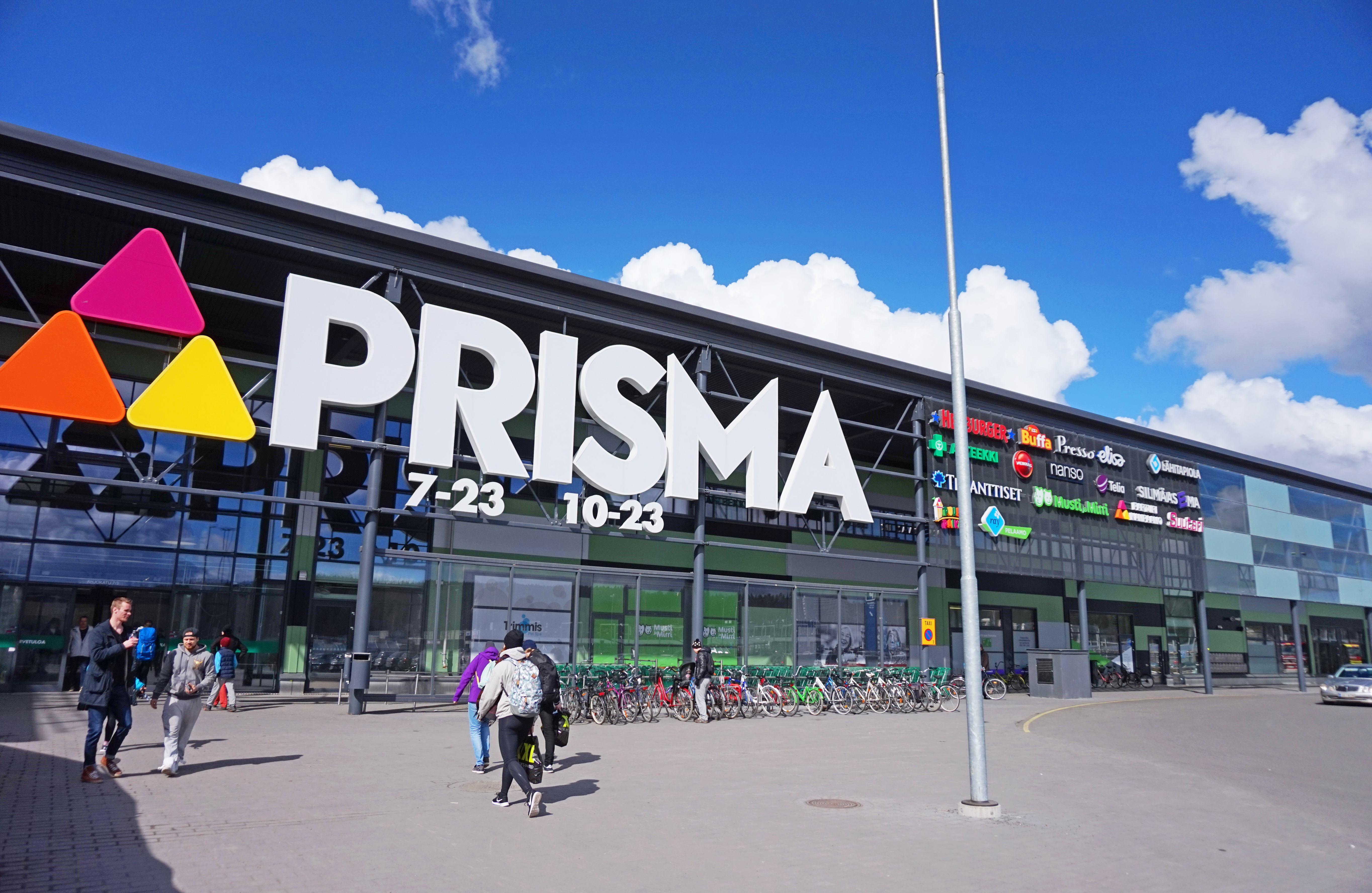
Jyväskylä: Seppälä.

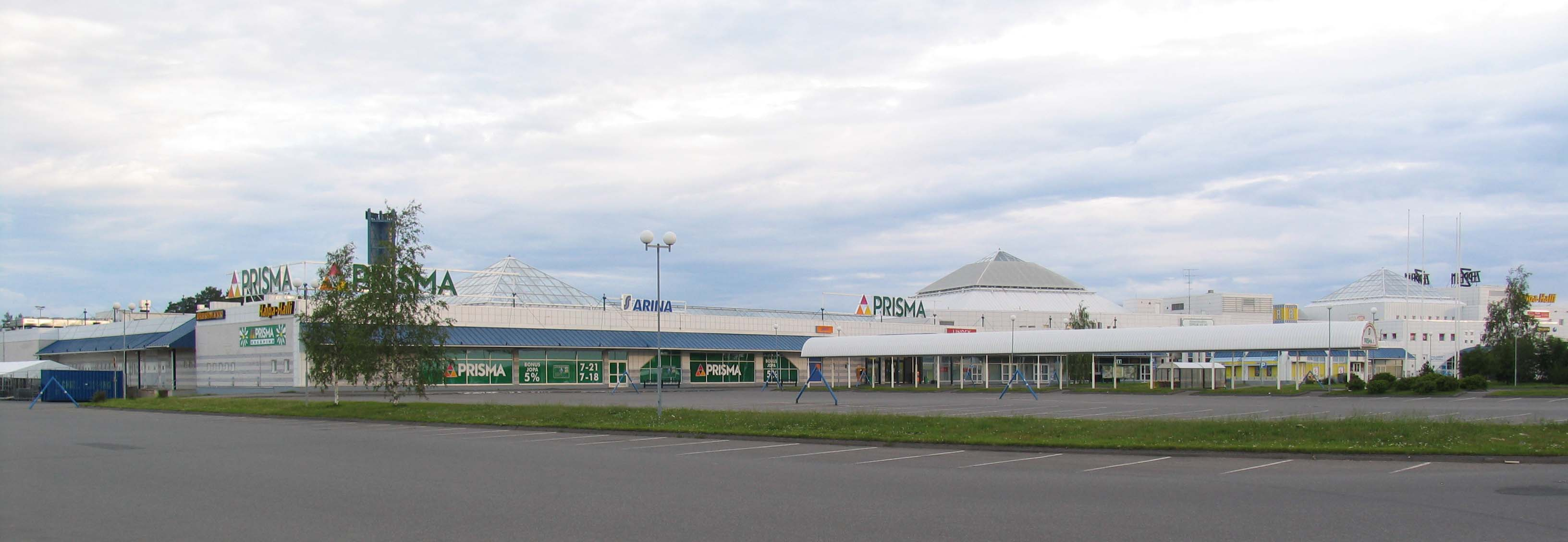
Kempele: Zeppelin.

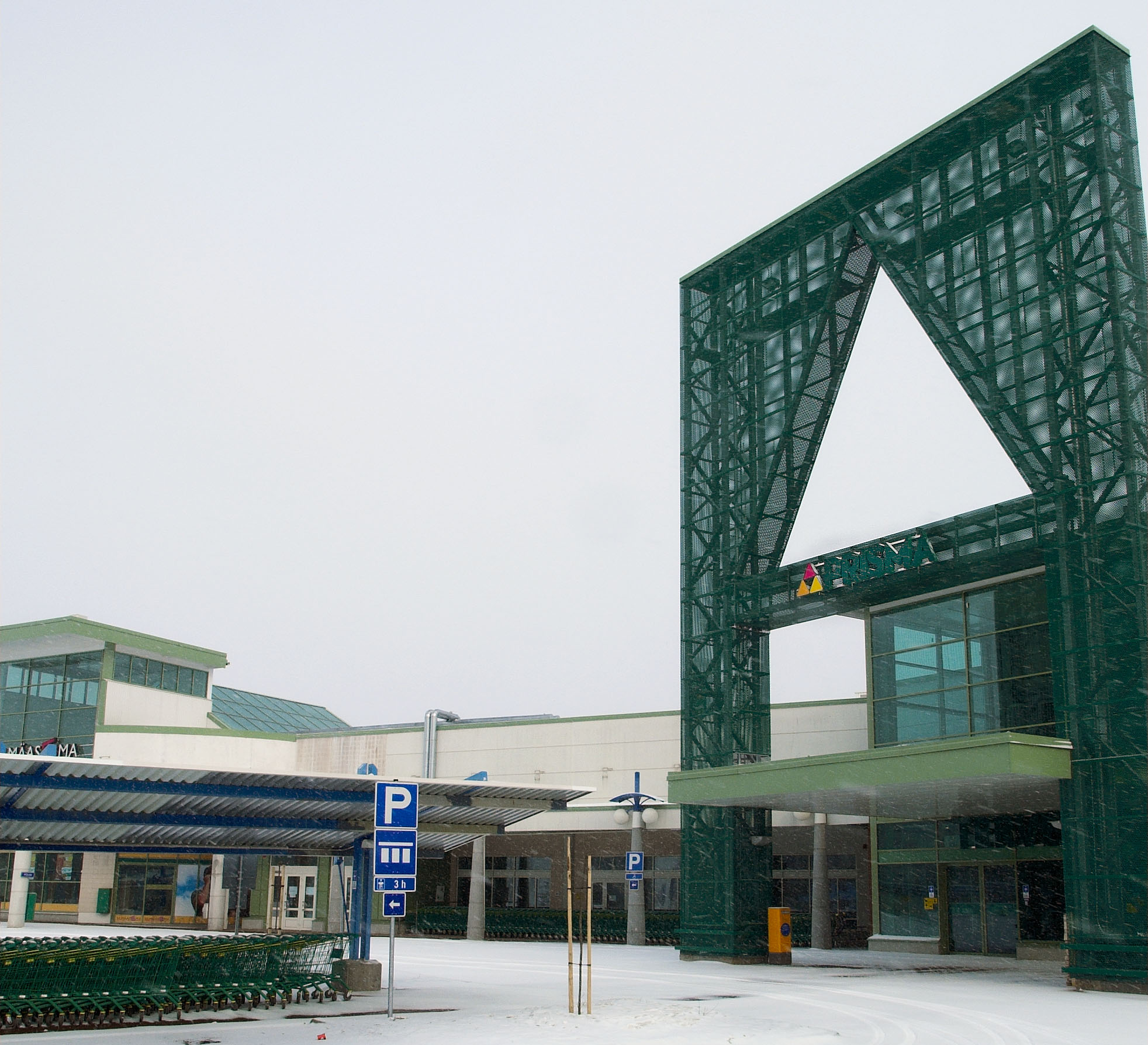
Kuopio.

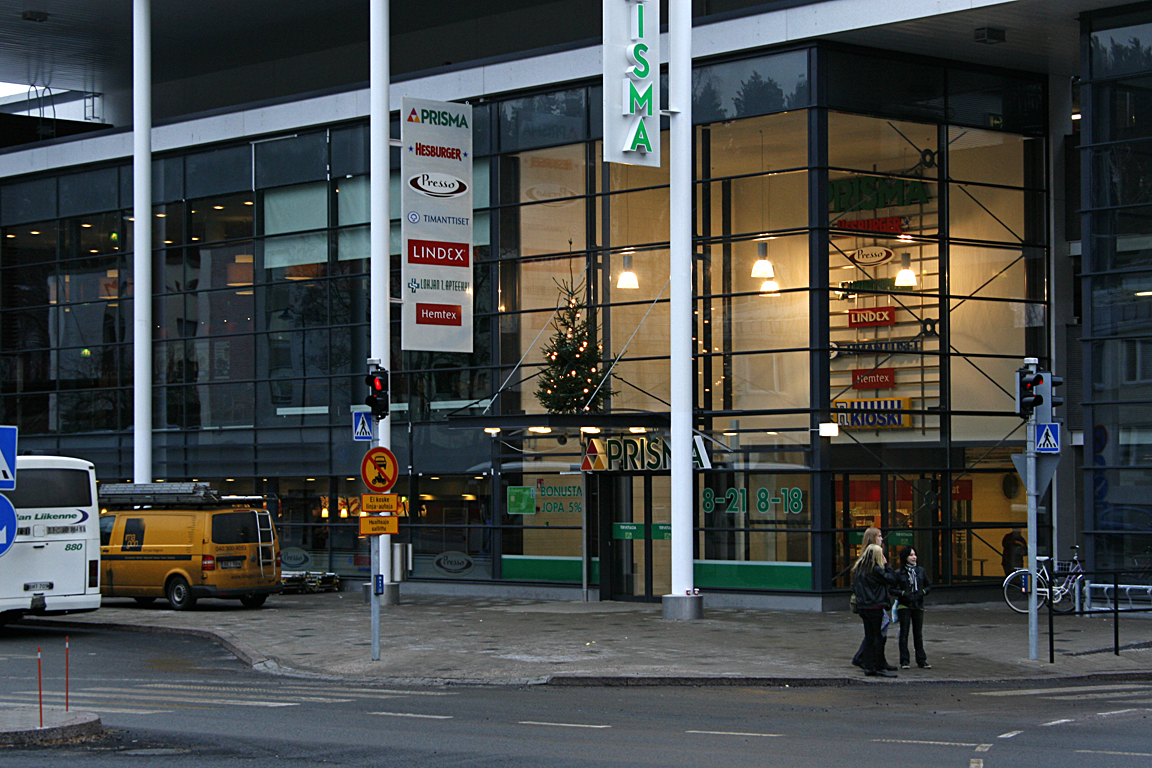
Lohja.

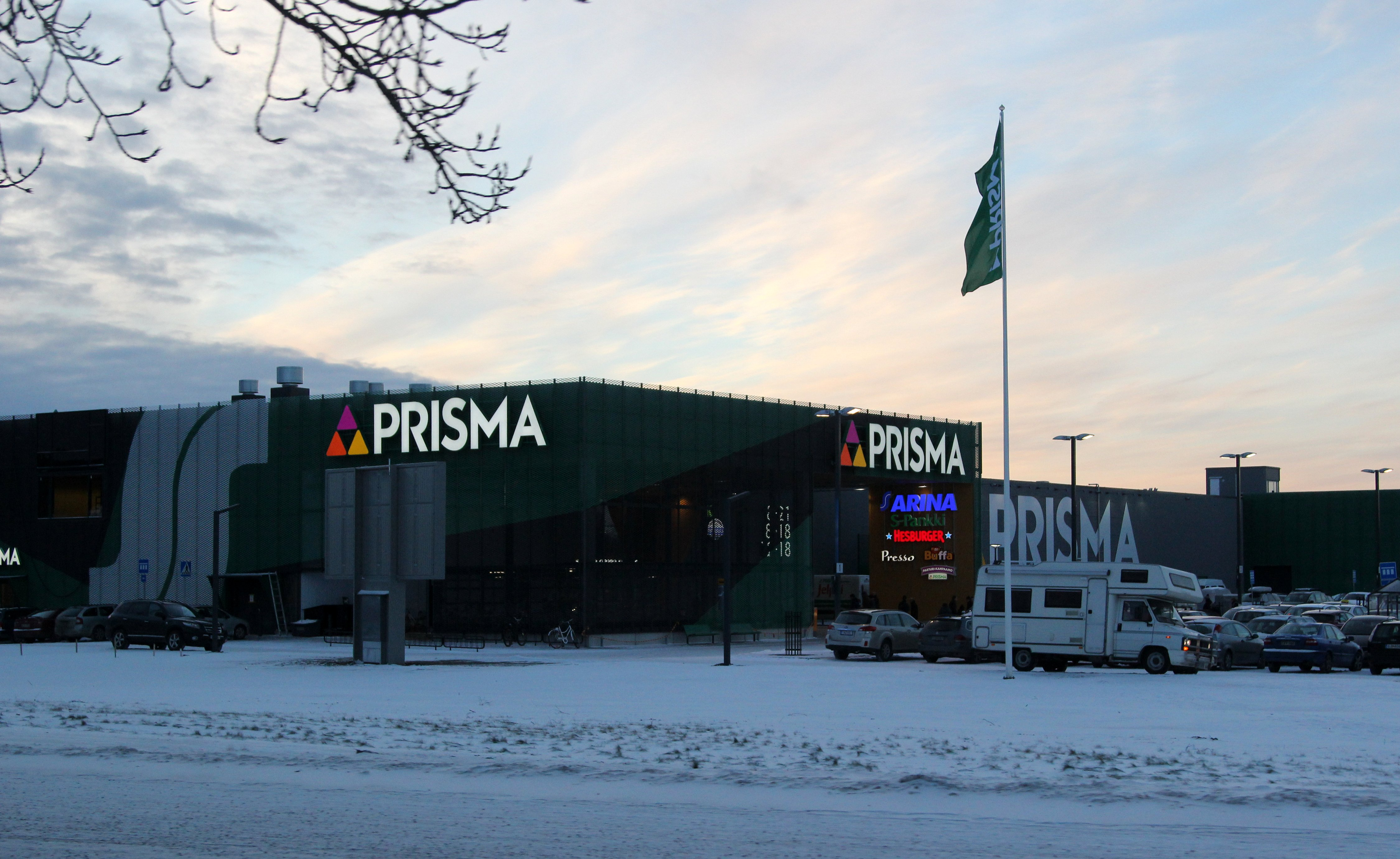
Oulu: Limingantulli.

En 2019, les magasins Prisma de Finlande sont:
| Région             | Lieu           | Nom                      | Ouverture        |
| ------------------ | -------------- | ------------------------ | ---------------- |
| Carélie du Sud     | Imatra         | Prisma Imatra            | 1973, 2015       |
| Carélie du Sud     | Lappeenranta   | Prisma Lappeenranta      | 1998             |
| Ostrobotnie du Sud | Seinäjoki      | Prisma Hyllykallio       | 1976             |
| Grand Helsinki     | Espoo          | Prisma Iso Omena         | 2004             |
| Grand Helsinki     | Espoo          | Prisma Lippulaiva        | 2022             |
| Grand Helsinki     | Espoo          | Prisma Olari             | 2004             |
| Grand Helsinki     | Espoo          | Prisma Sello             | 2004             |
| Grand Helsinki     | Helsinki       | Prisma Hertsi            | 2020             |
| Grand Helsinki     | Helsinki       | Prisma Itäkeskus         | 2009             |
| Grand Helsinki     | Helsinki       | Prisma Kannelmäki        | 2004, 2011       |
| Grand Helsinki     | Helsinki       | Prisma Malmi             | 1987             |
| Grand Helsinki     | Helsinki       | Prisma Tripla            | 2019             |
| Grand Helsinki     | Helsinki       | Prisma Viikki            | 2007             |
| Grand Helsinki     | Hyvinkää       | Prisma Hyvinkää          | 2001             |
| Grand Helsinki     | Kerava         | Prisma Kerava            | 2001             |
| Grand Helsinki     | Järvenpää      | Prisma Järvenpää         | 1999             |
| Grand Helsinki     | Vantaa         | Prisma Jumbo             | 1999             |
| Grand Helsinki     | Vantaa         | Prisma Tikkurila         | 1990             |
| Koillismaa         | Kuusamo        | Prisma Kuusamo           | 2001             |
| Vallée de la Kymi  | Kotka          | Prisma Kotka             | 1988             |
| Vallée de la Kymi  | Kouvola        | Prisma Kouvola           | 1974, 1997       |
| Finlande du Nord   | Kemi           | Prisma Kemi              | 2005             |
| Finlande du Nord   | Kempele        | Prisma Zeppelin          | 2005             |
| Finlande du Nord   | Tornio         | Prisma Tornio            | 2009             |
| Finlande du Nord   | Oulu           | Prisma Limingantulli     | 1999             |
| Finlande du Nord   | Oulu           | Prisma Linnanmaa         | 2004             |
| Finlande du Nord   | Oulu           | Prisma Raksila           | 1976             |
| Finlande du Nord   | Oulu           | Prisma Ritaharju         | (projet)         |
| Finlande du Nord   | Raahe          | Prisma Raahe             | 2007             |
| Finlande du Nord   | Rovaniemi      | Prisma Rovaniemi         | 1994             |
| Häme               | Forssa         | Prisma Forssa            | 2010             |
| Häme               | Hollola        | Prisma Hollola           |                  |
| Häme               | Hämeenlinna    | Prisma Hämeenlinna       | 1996, 2008, 2011 |
| Häme               | Lahti          | Prisma Holma             | 2009             |
| Häme               | Lahti          | Prisma Laune             | 1997             |
| Häme               | Lahti          | Prisma Kauppakeskus Syke | 2021             |
| Häme               | Riihimäki      | Prisma Riihimäki         | 2007             |
| Finlande centrale  | Jyväskylä      | Prisma Keljo             | 1994             |
| Finlande centrale  | Jyväskylä      | Prisma Palokka           | 2010             |
| Finlande centrale  | Jyväskylä      | Prisma Seppälä           | 1972, 2016       |
| Keula              | Rauma          | Prisma Rauma             | 1990, 2007       |
| Kokkola            | Prisma Kokkola |                          |                  |
| Kokkola            | Pietarsaari    | Prisma Pietarsaari       |                  |
| Kokkola            | Vaasa          | Prisma Vaasa             |                  |
| Kokkola            | Ylivieska      | Prisma Ylivieska         | 2011             |
| Kainuu             | Kajaani        | Prisma Kajaani           |                  |
| Savonie du Nord    | Iisalmi        | Prisma Iisalmi           | 2013             |
| Savonie du Nord    | Kuopio         | Prisma Kuopio            | 1996             |
| Savonie du Nord    | Varkaus        | Prisma Varkaus           |                  |
| Savonie du Sud     | Mikkeli        | Prisma Mikkeli           |                  |
| Savonie du Sud     | Pieksämäki     | Prisma Pieksämäki        | 2018             |
| Savonie du Sud     | Savonlinna     | Prisma Savonlinna        | 1992             |
| Pirkanmaa          | Kangasala      | Prisma Kangasala         |                  |
| Pirkanmaa          | Lempäälä       | Prisma Ideapark          | 2010             |
| Pirkanmaa          | Nokia          | Prisma Nokia             | 2018             |
| Pirkanmaa          | Tampere        | Prisma Kaleva            | 1979             |
| Pirkanmaa          | Tampere        | Prisma Koivistonkylä     | 2010             |
| Pirkanmaa          | Tampere        | Prisma Lielahti          | 2011             |
| Pirkanmaa          | Tampere        | Prisma Linnainmaa        | 2009             |
| Carélie du Nord    | Joensuu        | Prisma Joensuu           | 1989             |
| SSO                | Lohja          | Prisma Lohja             | 2007             |
| SSO                | Salo           | Prisma Halikko           | 2000             |
| SSO                | Vihti          | Prisma Nummela           | 2000             |
| Satakunta          | Pori           | Prisma Länsi-Pori        | 2010             |
| Satakunta          | Pori           | Prisma Mikkola           | 1973             |
| Turku              | Kaarina        | Prisma Piispanristi      | 2019             |
| Turku              | Loimaa         | Prisma Loimaa            | 2012             |
| Turku              | Raisio         | Prisma Mylly             | 2001             |
| Turku              | Turku          | Prisma Itäharju          | 1997             |
| Turku              | Turku          | Prisma Länsikeskus       | 2012             |
| Turku              | Turku          | Prisma Tampereentie      | 1971             |
| Uusimaa            | Kirkkonummi    | Prisma Kirkkonummi       | 1999             |

## Galerie

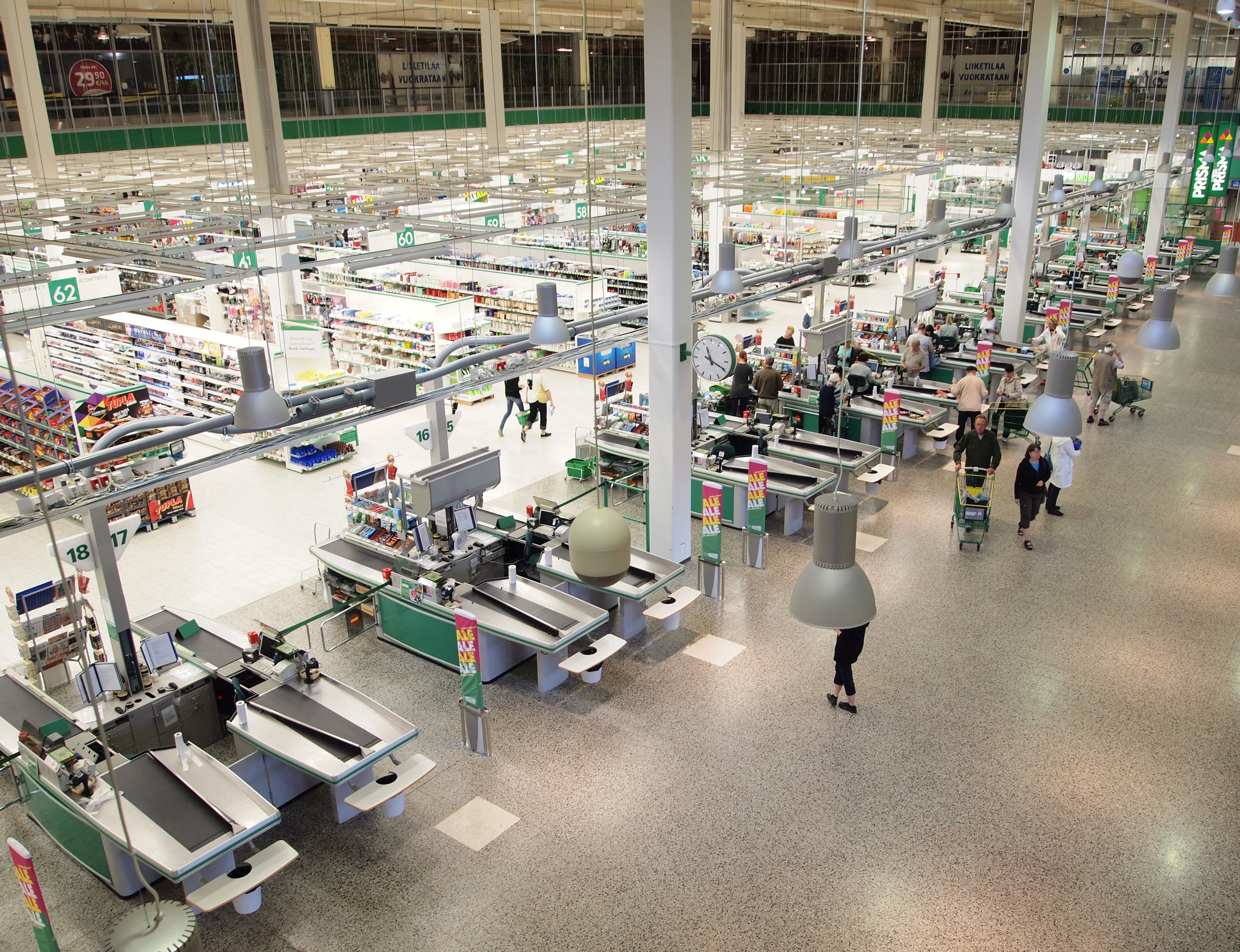
Koivistonkylä à Tampere.
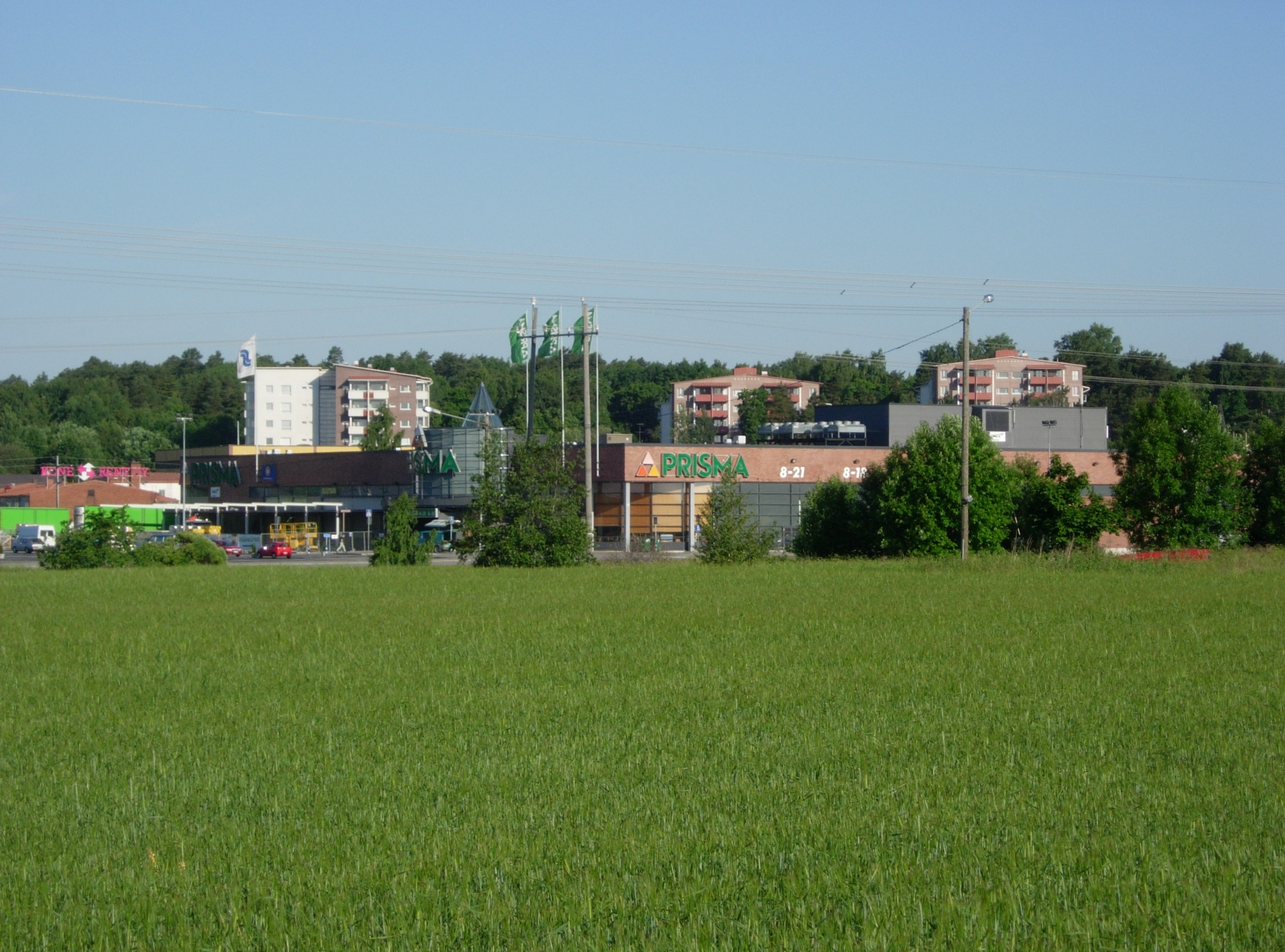
Tampereentie à Turku.
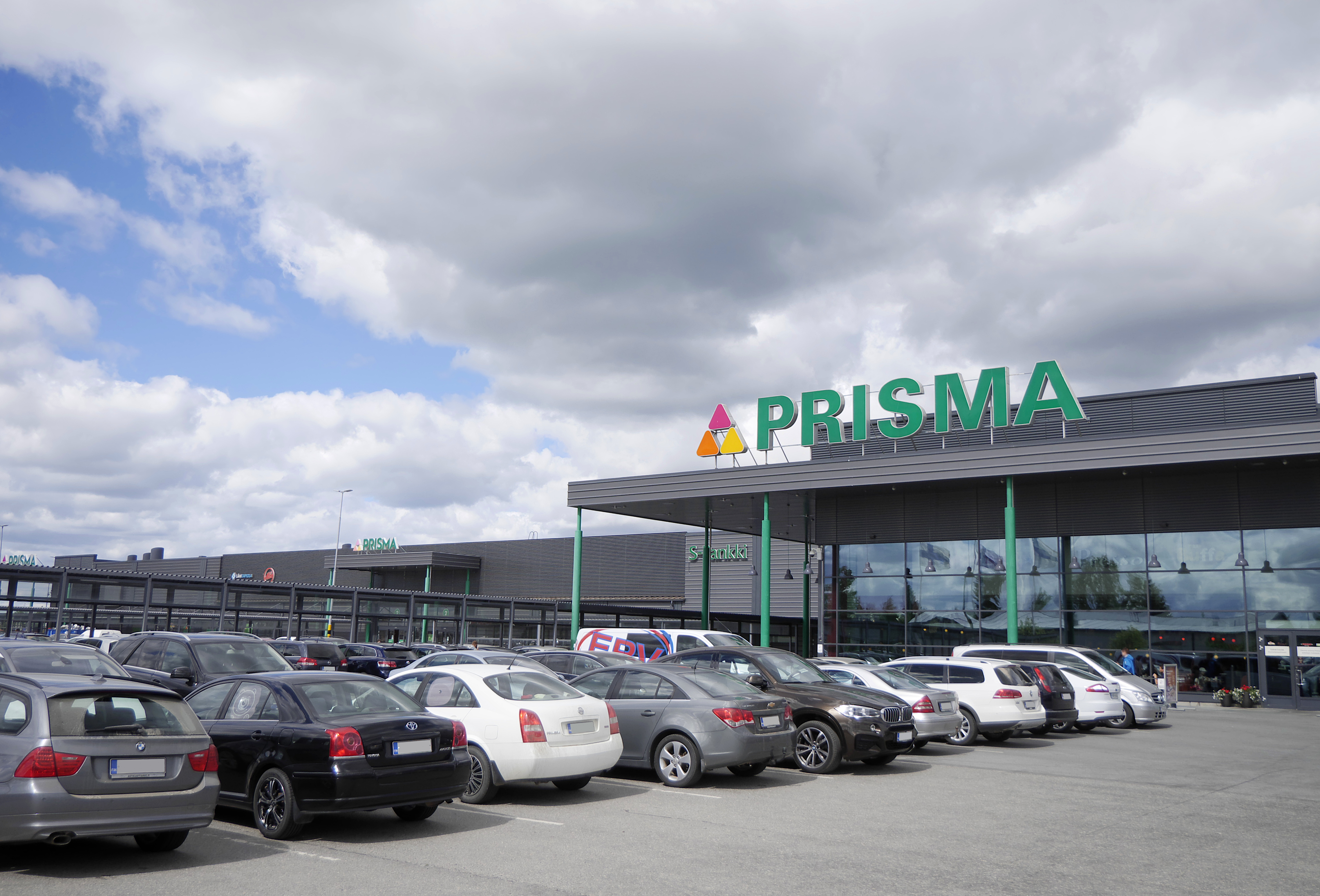
Hyllykallio à Seinäjoki.